# Orazio Celentano
Orazio Celentano (fl. XVIII secolo) è stato un avvocato italiano del XVIII secolo.

Per la Regal Compagnia dell'Assicurazioni, 1752
(Fondazione Mansutti, Milano).

Non esistono molte informazioni biografiche sull'autore, ma è noto per una sua memoria difensiva in appello contro un assicurato della Real Compagnia di Assicurazioni Marittime di Napoli che pretendeva di essere risarcito per la mercanzia depredata dai corsari barbareschi nei pressi di Santa Maria di Leuca. Tuttavia, pur essendo stato firmato il contratto sei giorni dopo l'evento, la normativa dell'epoca applicava il principio del computo delle miglia a ora.